# CITV
CITV是英國的一個電視頻道，播出兒童收看的電視節目，由ITV數位頻道公司所有，播出時間是每天早上六點至晚上九點，和CBBC相同。CITV也是獨立電視台在週末兒童節目時段的節目名稱。
由於低收視率，該頻道在2023年9月1日停止播出。原先在該頻道播出的節目轉移至ITVX或ITV2的晨間05:00至09:00時段播出。

## 外部連結
- itv.com上《CITV 》的資料